# Hortensia Mata
Hortensia Mata Lamota (Guayaquil, 11 de mayo de 1849-Cuenca, 24 de enero de 1934) fue una empresaria y filántropo ecuatoriana; se le consideró la Primera Dama de Cuenca por su influencia política, económica y cultural; en sus propiedades recibió a presidentes, científicos, poetas y artistas. Realizó aportes económicos y recaudó fondos durante el Conflicto Perú-Ecuador.

## Biografía
Hortensia Mata nació en Guayaquil, el 11 de mayo de 1849; fue hija del Gral. Antonio Mata y Viteri y de Carmen Lamota Tello. En 1855 junto a su familia viajan a Quito, sus estudios los cursó en el Colegio de los Sagrados Corazones. En 1865 se radicó en Cuenca y realizó obras cívicas y de beneficencia.
En 1907 atendió y hospedó en su casa a los Académicos franceses de la Segunda Misión Geodésica. En 1910 presidió la "Junta Patriótica de Señoras de Cuenca".
Durante el Conflicto con el Perú colaboró con "10 mil Sucres" para la "Caja de Guerra" y recaudó fondos para la compra de víveres y vituallas; fue la mayor suscriptora de acciones del Banco del Azuay en 1913; también hospedó al Gerente del banco del Pichincha, Carlos Pérez Quiñónez; a Alfredo Baquerizo Moreno, al Arzobispo Manuel María Pólit Lazo y al aviador Elia Liut.
En 2001 su primera hija, quien también se llamaba Hortensia, inauguró un museo en su honor, el cual estuvo abierto al público hasta el año 2015.

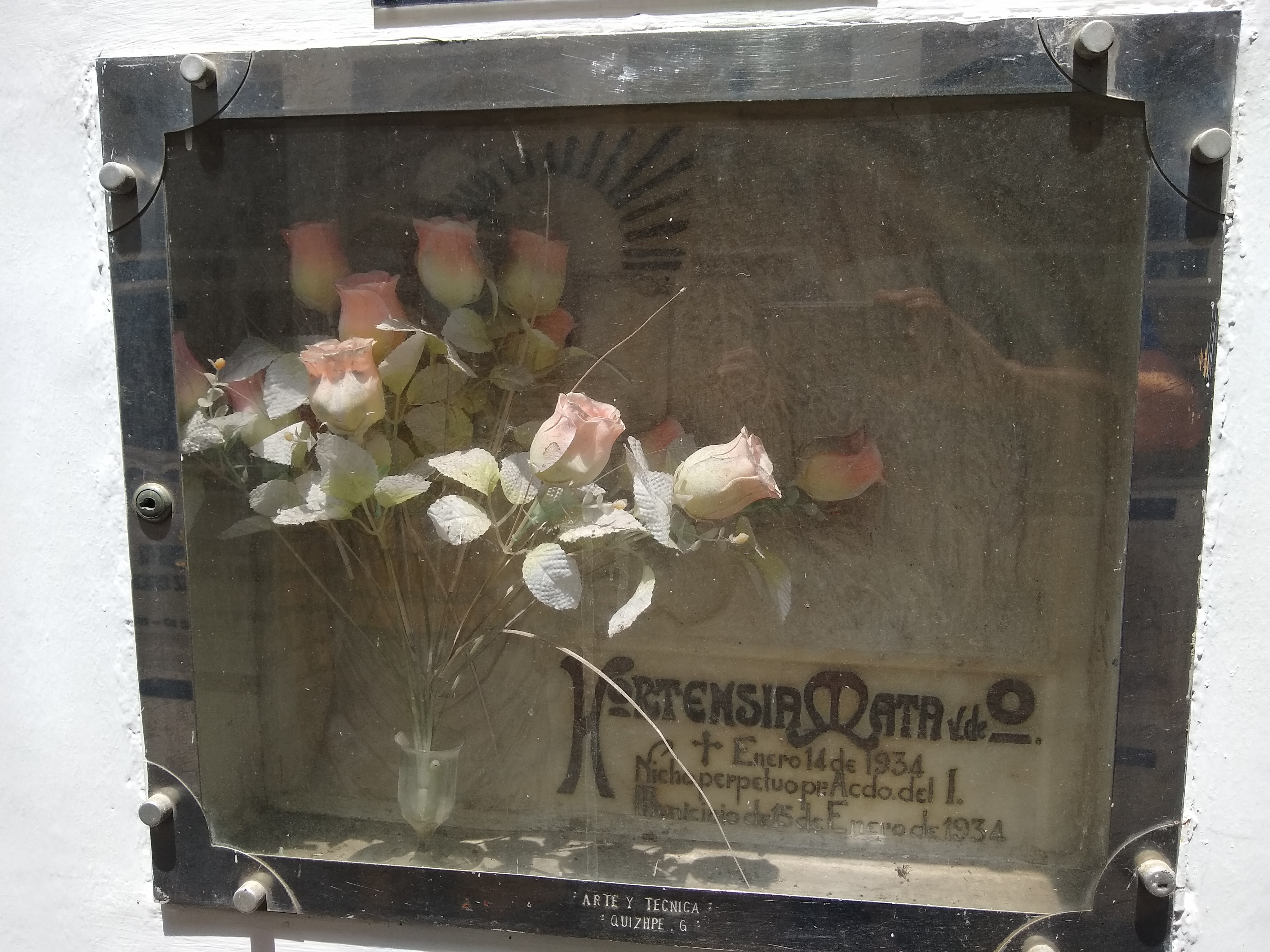
Tumba en el Cementerio Patrimonial de Cuenca

## Vida personal
Hortensia de casó con José Miguel Ordóñez Lasso de la Vega, Hermano del Gobernador del Azuay Carlos Ordóñez Lasso de la Vega, un cuencano de muy buena posición económica; el matrimonio se celebró en Quito en la Iglesia de la Compañía, el 20 de mayo de 1865, fue padrino Gabriel García Moreno presidente del Ecuador en ese entonces, de este matrimonio nacieron 16 hijos, los bienes de Hortensia fueron dados en herencia y manejados por el Dr. 
David Ponce.